# Jessy Mayele
Jessy Mayele (Kinshasa (Congo-Kinshasa), 11 februari 1991) is een Nederlands-Congolees voetballer die als aanvaller speelt.
Hij begon bij Fortuna Sittard en werd 2 jaar aaneensluitend topscorer bij de Jeugd met 25 en 26 goals. Er was al snel interesse voor het jonge talent vanuit PSV, Ajax en Sparta. Hij koos voor Sparta en debuteerde met 18 jaar voor Sparta Rotterdam. Vanaf 2011 kwam hij uit voor FC Dordrecht. Hij vertrok daar in januari 2013 maar keerde in de zomer terug. Van medio 2014 tot januari 2015 speelde hij in Marokko voor Chabab Rif Al Hoceima. In februari 2015 ging hij voor USM Bel Abbès in Algerije spelen. Vanaf augustus 2015 speelt Mayele op Cyprus voor Ermis Aradippou. In juni 2016 tekende hij een contract bij Patro Eisden Maasmechelen. In 2017 ging hij voor KFC Oosterzonen spelen waar hij in januari 2018 een punt zette achter zijn loopbaan. 
Op 1 februari 2018 maakte de Algerijnse voetbalbond bekend het achterstallige loon van Mayele van zijn periode bij USM Bel Abbès betaald te hebben. De club, die hierdoor al 6 punten aftrek gekregen had, dreigde door de FIFA uitgesloten te worden als niet voor 31 januari het achterstallige loon en een boete van vijftienduizend Zwitserse Frank betaald was. De bond vordert dit terug van de club uit het voorschot van de tv-rechten van het komende seizoen. In juli 2018 vervolgde hij zijn loopbaan bij KSK Hasselt.
In 2020 werd de J-Dutch Sport Academy opgericht. Mayele traint en begeleidt vanuit de Academy (veelbelovende) jonge talenten in samenwerking met Godson Sport Management. Onder anderen Landry Dimata en Dodi Lukebakio werden hier succesvol getraind en begeleid en hebben beiden een transfer gemaakt naar bekende internationale clubs.